# Bulat-Batır
Pour plus de détails, voir Fiche technique et Distribution.
Bulat-Batır ou Boulat-batyr (russe: Булат-Батыр, Tatar: بولات باتر) est un film muet de 1928. Ce drame historique est considéré comme le premier et probablement le seul long métrage muet tatar. Il a été tourné en grande partie dans la ville de Kazan, et son Kremlin en est l'un des décors. Il est consacré à la Révolte de Pougatchev. 
Il a été diffusé sous d'autres noms, dont Pugachyovshchina (russe : Пугачёвщина), Les flammes sur la Volga et Révolte à Kazan.
L'histoire est d'Abdraxman Şakirov, un jeune communiste d'Agryz et le scénario est de Nathan Zarkhi (ru).

## Synopsis
Au XVIIIe siècle, un petit village tatar fête le Sabantuy. Des moines orthodoxes, accompagnés de soldats, font irruption pour baptiser de force les villageois. Les habitants refusent et les soldats punissent le village en représailles. La femme du paysan Bulat est tuée par eux, son fils Asfan est enlevé. Bulat reste seul avec son autre enfant, Asma. 
15 ans plus tard, Bulat et Asma rejoignent la révolte de Pougatchev. Bulat se rend célèbre comme défenseur des pauvres. Mais son fils Asfan, qui a été élevé dans la noblesse, reçoit l'ordre de mener une expédition punitive contre la rébellion qui sévit dans sa patrie.

## Fiche technique
- Titre : Bulat-Batır
- Titre original : Булат-Батыр
- Réalisation : Iouri Taritch (ru)
- Scénario : Nathan Zarkhi (ru)
- Photographie : Grigori Guiber (ru)
- Musique :
- Pays d'origine :  Union soviétique
- Format : Noir et blanc - Film muet
- Genre : Drame
- Durée : 85 minutes
- Date de sortie : 1928

## Distribution
- Vassili Iaroslavtsev : Bulat-Batır
- Ada Voïtsik : Asma
- Ivan Klioukvine : Asfan
- Galina Kravtchenko (ru) : Elena von Brandt
- Naum Rogojine : von Kanits
- Ivan Arkanov : Suleyman Murza
- Nikolaï Vitovtov : Derjavine
- Aleksandr Joukov : Timur
- Boris Iourtsev : Murat
- Eduard Koulganek : le général Potemkine
- Mstislav Kotelnikov : Beloborodov, émissaire de Pugatchev
- Tatiana Barycheva (ru): génie de la victoire
- Kaïoum Pojdniakov
- Lev Ivanov : Kayum

## Réception critique
Lors de sa création en Allemagne, un Russe blanc, Antonov-Ivanov tente de détruire une copie du film au cinéma Concordia, en  signe de protestation contre la « propagande bolchevique ».
Le New York Times fait l'éloge de son atmosphère authentique. Bryher loue la mise en scène et la prise de vue.